# Cathédrale de Gaète
La cathédrale de Gaète ou cathédrale des-Saints-Érasme-et-Marcien-et-de-Notre-Dame-de-l'Assomption (en italien : Cattedrale dei Santi Erasmo e Marciano e di Santa Maria Assunta) est une église catholique romaine de Gaète, en Italie. Il s'agit de la cathédrale de l'archidiocèse de Gaète.

## Architecture

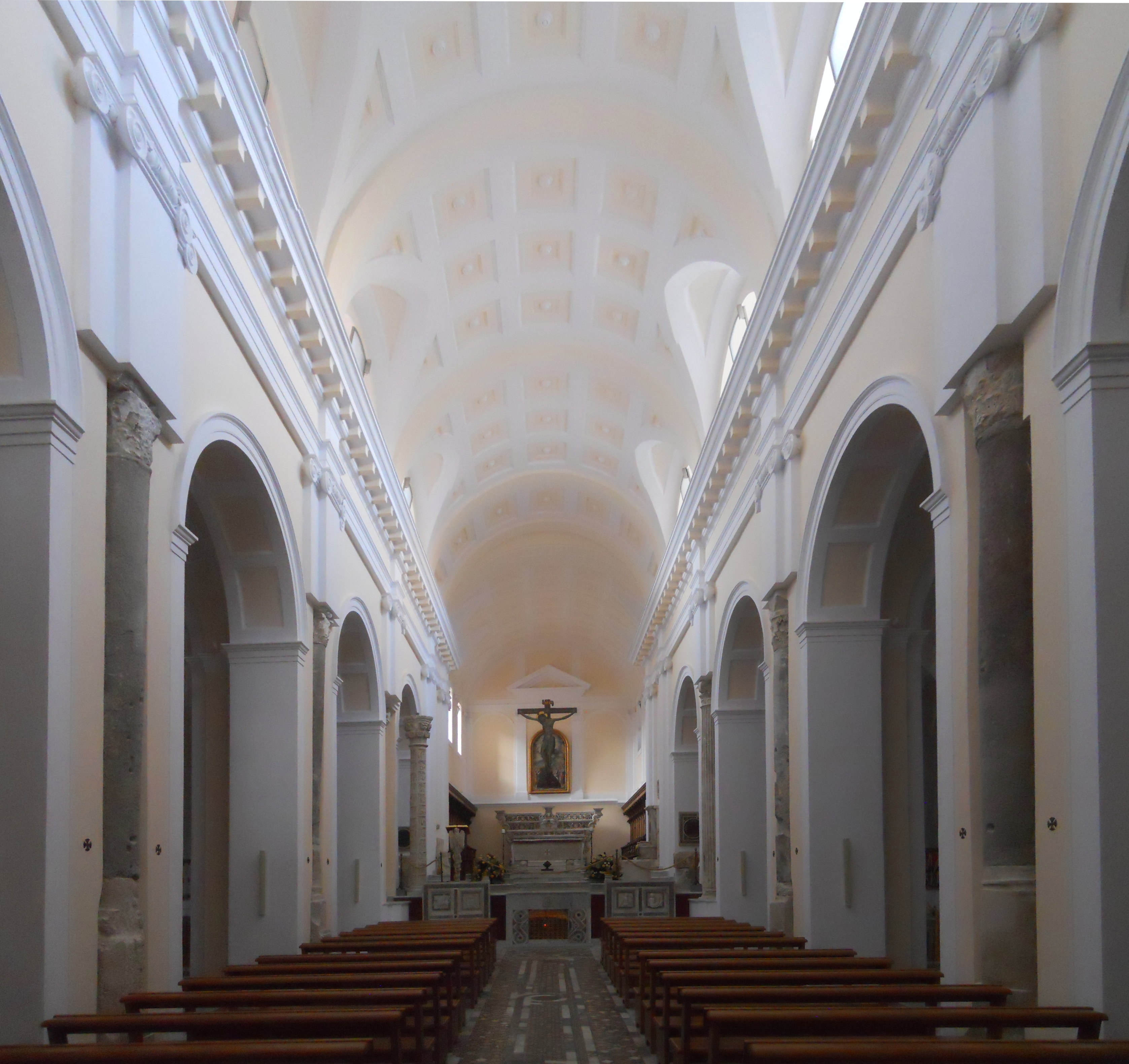
La nef vers le chœur.
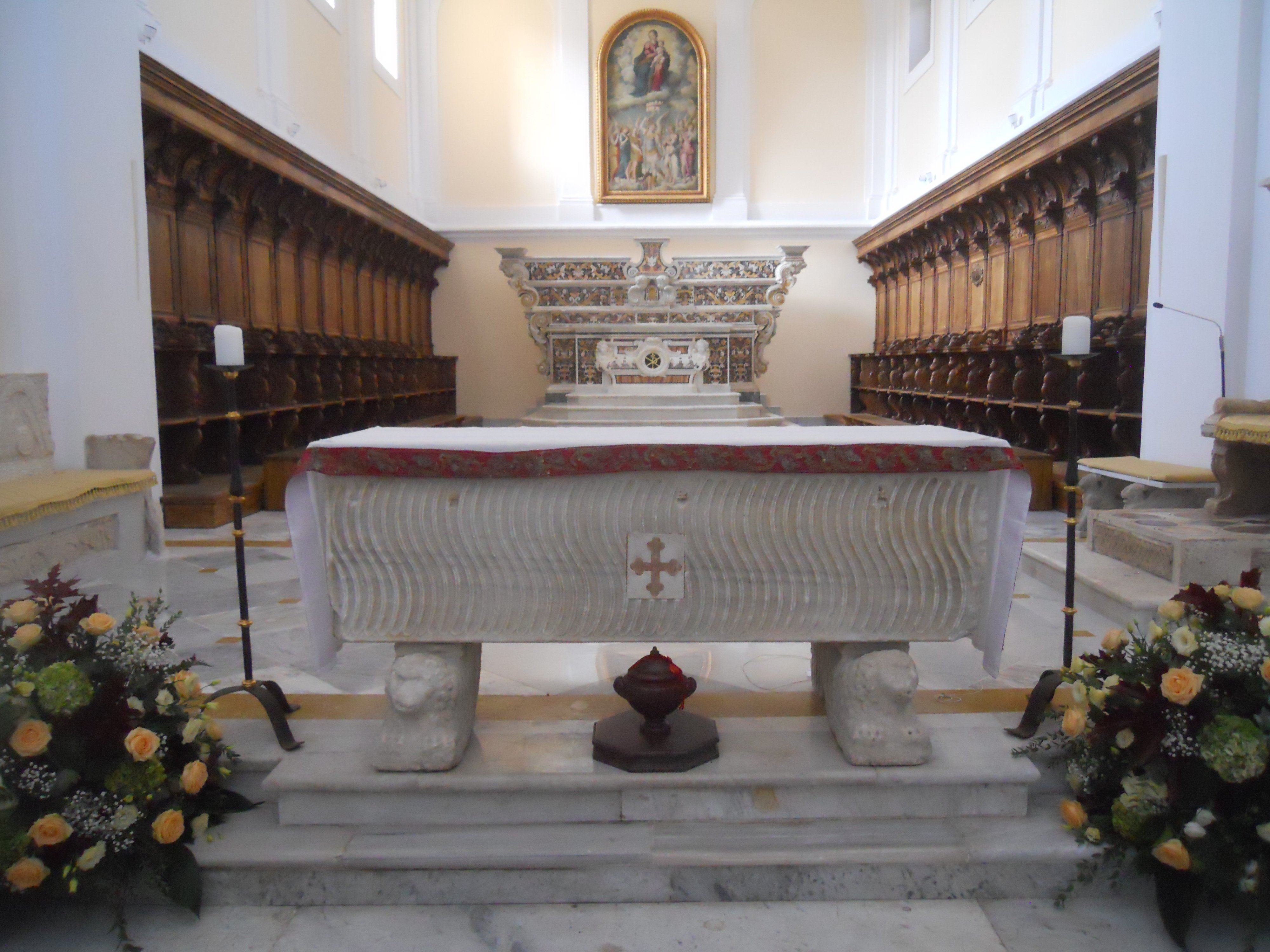
Le chœur avec les stalles et l'abside.
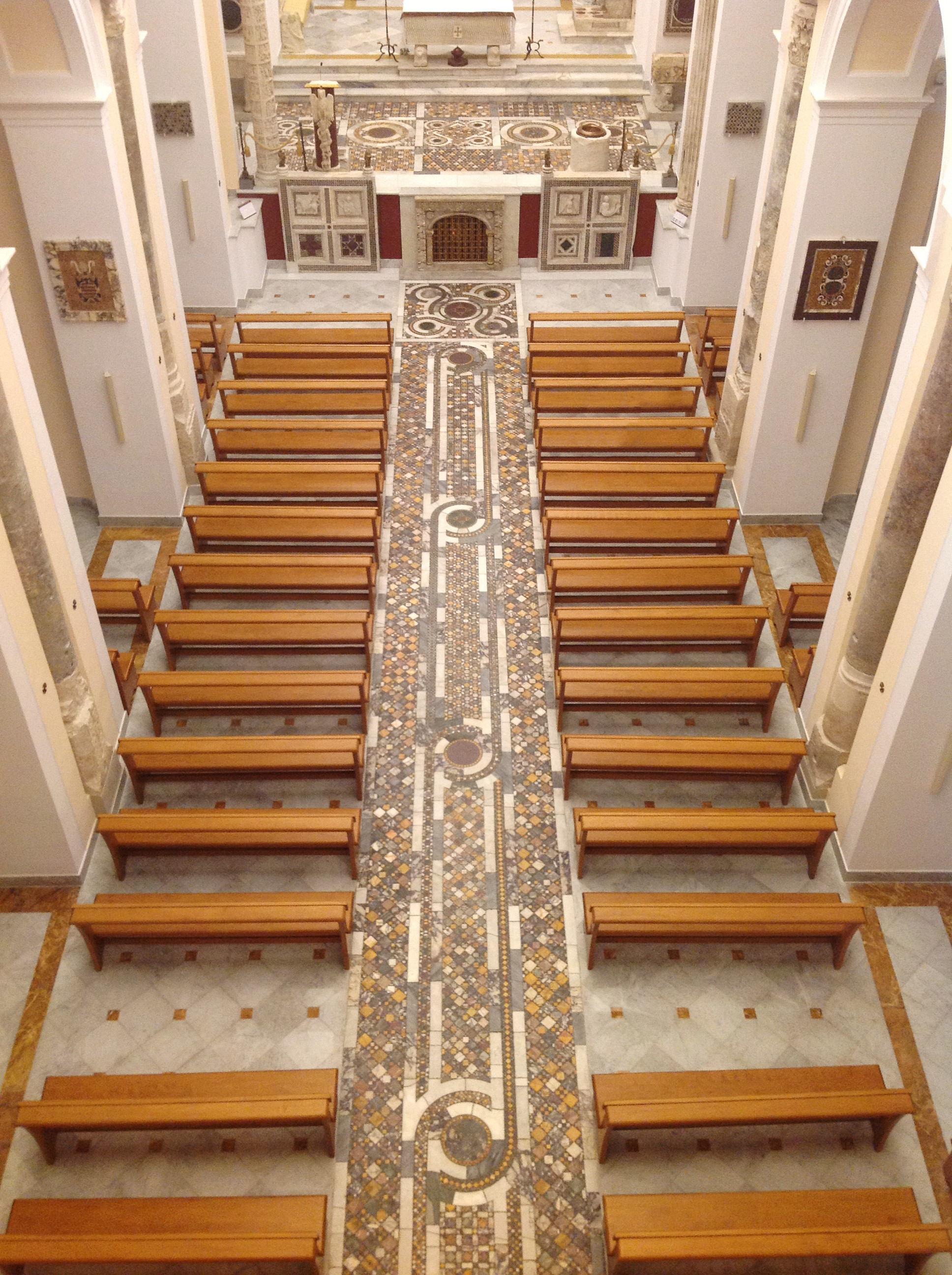
Le pavement néo-cosmatesque de la nef, restauration de 2008-2014.

### Articles liés
- Gaète
- archidiocèse de Gaète
- Liste des cathédrales d'Italie